# 樂善君
樂善君（韓語：낙선군，1641年12月9日（十一月初七）—1695年4月26日（三月十四）），諱李潚（韓語：이숙），是朝鮮王朝第16代君主仁祖與廢貴人趙氏的第八子。

## 生平
李潚在仁祖二十六年十二月（合1649年）封為樂善君，早年事蹟不詳。
仁祖死後，樂善君的嫡兄長李淏即位為朝鮮國王，是為朝鮮孝宗。不久，在孝宗二年（1651年）時前領議政金自點意圖擁立其親兄崇善君李澂為朝鮮國王失敗，令他和崇善君被削去官爵，安置喬桐（韓語：교동군），而其母親則被賜死。
孝宗八年（1657年），樂善君娶金得元（韓語：김득원）之女為妻，但由於他仍被撤去官爵，故孝宗不許他準備完整的儀式。
顯宗即位後，在顯宗四年（1663年）恢復他們的官爵，並參與世子李焞的冠禮儀式。
樂善君在肅宗年間被指定為從祖父義昌君李珖（宣祖李昖庶八子）的繼後（繼孫），後在二十一年（1690年）三月去世，諡號靖憲（韓語：정헌），賜葬楊州青松面（韓語：청송읍）。

## 家族關係
- 父親：朝鮮仁祖李倧
- 母親：廢貴人趙氏
- 養祖父：義昌君李珖
- 正室：東原郡夫人 江陵金氏[12][10]
  - 養子：臨陽君李桓（韓語：임양군 이환），生父清平君李洤（韓語：청평군 이천）[13]，曾祖為宣祖李昖庶九子慶昌君李珘

## 附註
1. 1 2  《肅宗實錄》28卷·二十一年三月十四條
2. ↑  《仁祖實錄》49卷·二十六年十二月十九條
3. ↑  《孝宗實錄》7卷·二年十二月十三條
4. ↑  《孝宗實錄》8卷·三年三月初四條
5. ↑  《孝宗實錄》11卷·四年七月十七條
6. ↑  박영규. . 김영사. 2003-04-30: 333. ISBN 89-349-1256-1.
7. ↑  《孝宗實錄》18卷·八年二月初五條
8. ↑  《顯宗實錄》7卷·四年十一月二十二條
9. ↑  《顯宗實錄》18卷·十一年三月初九條
10. 1 2  《璿源系譜紀略》14卷·仁祖大王
11. ↑  《顯宗實錄》18卷·十一年三月三十條
12. ↑  《樂善君李潚墓志》
13. ↑  《璿源系譜紀略》12卷·宣祖大王